# 富岡哲也
富岡 哲也（とみおか てつや、1973年6月 - ）は、日本のアニメーションプロデューサー。株式会社AXsiZプロデューサー兼役職。茨城県つくば市出身。

## 概要
代々木アニメーション学院東京校アニメーター科卒業後、1994年4月に日本アニメーション入社。その後サンライズ→サテライト→個人事務所を経て、AXsiZ（Studio五組第二スタジオ）制作プロデューサーとして作品制作に参加している。
主に楠葉宏三、河森正治、赤根和樹、山口祐司、名和宗則、天衝、等の監督作品へ参加。その他、企画の立ち上げや、実写、教材アニメなどの作品などにも数多く参加している。
代表制作作品は『地球少女アルジュナ』、『ヒートガイジェイ』、『きんいろモザイク』シリーズ、『紅殻のパンドラ』、『まえせつ!』など。

## 人物
代々木時代の同期にアニメーターの丸藤広貴、外崎春雄、松島晃、大塚八愛、赤尾良太郎、池上太郎、佐光幸恵、鈴木幸江、関口可奈味、神本兼利、谷圭司、山内尚樹、山口光紀、演出家の大和直道など現役で活躍する者が多い年の卒業組と言われている。
卒業制作作品では、アニメーター科にもかかわらず、ほぼ全制作セクションを統括し、「色彩が悪い!」と色彩科にクレームを入れるなど、破天荒な行動だが現場を回す能力はその当時からあったようである。制作にクレジットがないのは制作科との関係性を考慮したものということである。
制作進行時代、同時期に8本（TV、劇場、OVA、PVなどを）の進行を務めて回し切った。通常制作進行は持てても最大3本程であるとされているので8本はかなり無謀ともいえる本数である。ましてや素材回収も各部署あったアナログ時代のことなのでなおさらである。
日本アニメーション退職したのち、後輩制作達から「伝説の制作」といわれた。
異例といえる20代の若さでプロデューサーに就任し日本の一流アニメーター・クリエイター達と作品を手掛けている。現在も現場の第一線に立ち続け、時には制作進行業務も行っているので、現場を回す能力、作業量はハイレベルである。また、アニメーター科卒の為か、絵コンテ・演出・原画・動画などもある程度作業できるため、作画や映像を見る目はクリエイター並み、求める作画力もそれ以上である。
人脈がアニメ業界以外にもとても広く、著名人とも交流があり、敵に回したら怖い存在でもあることが予想される。

## 参加作品
- 七つの海のティコ
- ロミオの青い空
- 名犬ラッシー
- 劇場版フランダースの犬
- 中華一番!
- ぼくは王さま
- 星方武侠アウトロースター
- PS版サイバーフォーミュラ 新たなる挑戦者
- 星方天使エンジェルリンクス
- 週刊ストーリーランド
- 地球少女アルジュナ
- ヒートガイジェイ
- マクロスZERO
- Rio RainbowGate!
- 荒川アンダー ザ ブリッジ×ブリッジ
- 灼眼のシャナIII -FINAL-
- ダンボール戦機W
- ぴかっぱのなぞりんものがたり
- Aチャンネル+smile
- この中に1人、妹がいる!
- きんいろモザイク
- エスカ&ロジーのアトリエ 〜黄昏の空の錬金術士〜
- ハロー!!きんいろモザイク
- 紅殻のパンドラ
- 斉木楠雄のΨ難
- きんいろモザイク Pretty Days
- セイレン
- PaniPani-パラレルニクスパンドラナイト-
- ラーメン大好き小泉さん
- となりの吸血鬼さん
- ユリシーズ ジャンヌ・ダルクと錬金の騎士
- まえせつ!
- 劇場版 きんいろモザイク Thank You!!
- 終末のハーレム
- 神クズ☆アイドル
- 異世界迷宮でハーレムを
- 夢見る男子は現実主義者[1]
- 自動販売機に生まれ変わった俺は迷宮を彷徨う
- クラスの大嫌いな女子と結婚することになった。[2]

## 出演作品

### ミュージカル
- メリー・ポピンズ（バード役）
- トルコ語版 メリー・ポピンズ（バート役）
- 扉を開けてメリー・ポピンズ（バート役）
- 乾杯! モンテカルロ（ルイージ・ガウディ役/トニー・ヘンドン役）

### オペラショー
- カルメン（ダンカイロ役）

### コンサート
- 真夏の夜の夢（オーベロン役）

### 映画
- キツツキと雨（ゾンビ役）